# Charles Godfrey Gunther
Charles Godfrey Gunther (New York, 7 aprile o 7 febbraio 1822 – 22 gennaio 1885) è stato un politico statunitense, 77° sindaco di New York.